# Посёлок имени Морозова
Посёлок и́мени Моро́зова — посёлок городского типа во Всеволожском районе Ленинградской области. Центр Морозовского городского поселения.

## Название
В 1922 году посёлку при Шлиссельбургском пороховом заводе было присвоено имя революционера-народовольца и учёного Николая Морозова, в 1884—1905 годах находившемуся в заключении в Шлиссельбургской крепости. Часто (неофициально) посёлок именуют просто — Морозовка.

## История
- 22 марта 1882 года в районе дачи «Рижская Пустошь»[6], принадлежавшей статскому советнику, барону В. А. Ренненкампфу[7], по поручению Артиллерийского управления подполковник артиллерии в отставке В. Д. Рончевский[7] начал строительство Шлиссельбургского порохового завода. На границах арендованной у Ренненкампфа территории были поставлены гранитные столбы с надписью «ШПЗ. 1882», один из которых сохранился до наших дней и является закладным камнем, отмечающим рождение посёлка.
- 1 декабря 1883 года начинается выпуск пороха.
- В 1884 году основано «Русское общество для выделки и продажи пороха».
- К началу XX века посёлок при пороховом заводе преобразился. Были построены жилые деревянные и кирпичные дома, бараки. В посёлке открылись школы, библиотека и читальный зал для рабочих, картинная галерея и клубы.

Обложка юбилейного альбома. 1909 год

В 1914 году при Шлиссельбургском пороховом заводе работала частная начальная школа, учителями в ней работали Л. А. Гаврилова и А. Г. Беляева, рабочих же на заводе числилось 1445 человек.
- С 1917 по 1921 год посёлок Шлиссельбургского порохового завода находился в подчинении города Шлиссельбурга.
- В 1922 году он был включён в городскую черту Шлиссельбурга.
- В 1925 году преобразован в самостоятельный рабочий посёлок, находящийся в подчинении города Шлиссельбурга.
- В 1934 году рабочий посёлок Шлиссельбургского порохового завода был переименован в рабочий посёлок имени Морозова. В том же году переведён в подчинение Морозовского поселкового совета Ленинградского Пригородного района.
- С 1936 года в составе Всеволожского района[10].

Великая Отечественная война непосредственно затронула население посёлка. 8 сентября 1941 года фашистские войска заняли город Шлиссельбург. Началась блокада Ленинграда. От противника посёлок отделяла только река Нева (по замерзшей реке всего 1,3 км). В годы войны в посёлке работало несколько госпиталей и хирургическое отделение.
12 января 1943 года началась наступательная операция советских войск «Искра» для прорыва блокады Ленинграда. Войска Ленинградского и Волховского фронтов пошли в наступление.
18 января прорвали блокаду. Уже 7 февраля на Финляндский вокзал Ленинграда прибыл первый прямой поезд с продовольствием из Челябинска. Для этого была построена железная дорога длиной 36 км от станции Поляна до посёлка Морозова, возведен свайный мост длиной 1300 м. В честь подвига строителей-железнодорожников на станции Петрокрепость возвели монумент «Стальной путь».
В годы войны в посёлке располагались:

- эвакуационный госпиталь № 920
- управление головного полевого эвакуационного пункта № 63 с эвакоприёмником[11]

В послевоенные годы в посёлке налаживается мирная жизнь. Активно идет строительство новых домов, развивается инфраструктура. Обновление жилого фонда продолжается и в последующие годы. Особенно интенсивным оно становится в 70—80-е годы. В посёлке им. Морозова начинает работу новая больница, школа, детские сады, ясли, стадион. Построен свой хлебозавод. Культурная жизнь посёлка получает новый импульс благодаря возведению Дома культуры им. Н. М. Чекалова.
В 1984 году, ориентируясь на дату создания «Русского общества для выделки и продажи пороха», завод отметил своё столетие.
В 2012 году посёлок им. Морозова согласно дате, указанной на сохранившемся гранитном столбе («ШПЗ. 1882»), отметил своё 130-летие.

## География
Посёлок расположен в юго-восточной части района на автодороге А120 (Санкт-Петербургское северное полукольцо, бывшая 41А-189 «Магистральная» (Р21 — Васкелово — А121 — А181)) в месте примыкания к ней автодороги 41К-070 (Магнитная станция — Посёлок имени Морозова).
Расстояние до районного центра ― 21 км.
В посёлке расположены: платформа 21-й км и станция Петрокрепость на линии Санкт-Петербург — Невская Дубровка.
Посёлок находится на правом берегу Невы (имеется пристань), у её истока.

## Демография
| 1920    | 1923    | 1926    | 1932    | 1933    | 1935    | 1939    |
| ------- | ------- | ------- | ------- | ------- | ------- | ------- |
| 4825    | ↘4568   | ↗4811   | ↗9400   | ↗9900   | ↘7000   | ↗10 783 |
| 1942    | 1945    | 1949    | 1959    | 1970    | 1979    | 1989    |
| ↘5082   | ↘3565   | ↗6226   | ↗8936   | ↗9560   | ↗11 104 | ↗12 347 |
| 1997    | 2002    | 2006    | 2009    | 2010    | 2012    | 2013    |
| ↘11 600 | ↘10 677 | ↘10 300 | ↘10 229 | ↗10 873 | ↗10 881 | ↘10 862 |
| 2014    | 2015    | 2016    | 2017    | 2018    | 2019    | 2020    |
| ↘10 835 | ↘10 712 | ↘10 656 | ↘10 573 | ↘10 570 | ↘10 569 | ↘10 563 |
| 2021    | 2023    | 2024    | 2025    |         |         |         |
| ↗10 573 | ↘10 428 | ↘10 350 | ↘10 344 |         |         |         |

Национальный состав
Согласно данным Всероссийской переписи населения 2021 года в посёлке проживали 10 573 человека, из них:
 русские — 7889, украинцы — 41, белорусы — 18, татары — 15, азербайджанцы — 12, узбеки — 12, евреи — 9, карелы — 7, таджики — 6, грузины — 5, казахи — 5, армяне — 4, мордва — 4, немцы — 3, эстонцы — 3, молдаване — 2, казаки —1, буряты —1, водь —1, корейцы —1, табасараны —1, туркмены — 1, уйгуры — 1, другие национальности — 155 человек, остальные национальность не указали.

## Экономика
Основные предприятия посёлка — ЗАО «Морозовский химический завод», ФГУП «Завод им. Морозова» (улица Чекалова, дом 3), которые выпускают взрывчатые вещества, антикоррозионные покрытия, лаки и краски. Есть предприятия пищевой промышленности, автотранспортное предприятие ООО «Фрост» (улица Хесина, дом 5).
Также в посёлке представлены предприятия торговли и сферы услуг:
- ООО «Респираторный комплекс»
- АО «Почта России», отделение почтовой связи
- ОАО «Сбербанк России»
- АО «Почта Банк»
- Магазин сети «Пятёрочка»
- Магазин сети «Магнит»
- Магазин сети «Дикси»
- Магазин сети «Улыбка радуги»
- Магазин сети «Норман»

а также другие предприятия торговли и сервиса.

## Инфраструктура
Жилая застройка в посёлке представлена пятиэтажными блочными домами различных серий, кирпичными домами различной этажности и малоэтажными индивидуальными домами.
В посёлке им. Морозова расположены детский сад комбинированного вида, общеобразовательная школа, больница, спортивный комплекс «Хорс» с крытой ледовой ареной.

## Спорт
В посёлке имени Морозова базируется хоккейная школа «Варяги», а также молодёжная хоккейная команда СКА-Варяги, входящая в систему ХК СКА (Санкт-Петербург) и выступающая в Первенстве МХЛ. Домашним стадионом клуба является ледовая арена «Хорс». Школа также проводит ежегодный международный турнир по хоккею среди детских команд «Кубок Ладоги».

## Достопримечательности
- Напротив посёлка, на острове Ореховый в истоке реки Невы, расположена древняя русская крепость Орешек
- В посёлке находилась шатровая церковь во имя святых апостолов Петра и Павла (1904—1907 гг.; архитектор В. А. Покровский; мозаики выполнены в мастерской Фролова В. А. по эскизам Н. К. Рериха), вмещавшая до 1000 человек. В 1942 году церковь была взорвана как ориентир для вражеских бомбёжек; в 1993 году на её месте построена одноимённая новая церковь. Сохранилось здание церковной сторожки (1910 г.; арх. В. А. Покровский). Сторожка и фундаменты утраченного храма находятся под государственной охраной
- В посёлке на улице Мира в 1970-е годы был возведён мемориал в честь воинов 1-й стрелковой дивизии НКВД и жителей посёлка имени Морозова. Справа от памятника установлена 85-мм зенитная пушка 52-К.
- Братская могила защитников Петрограда от Юденича
- В посёлке находится монумент «Стальной путь», посвящённый военным железнодорожникам
- На берегу Невы расположен мемориал «Переправа»
- На железнодорожной станции Петрокрепость находится музей «Дорога Победы»
- Памятник погибшим жителям посёлка имени Морозова

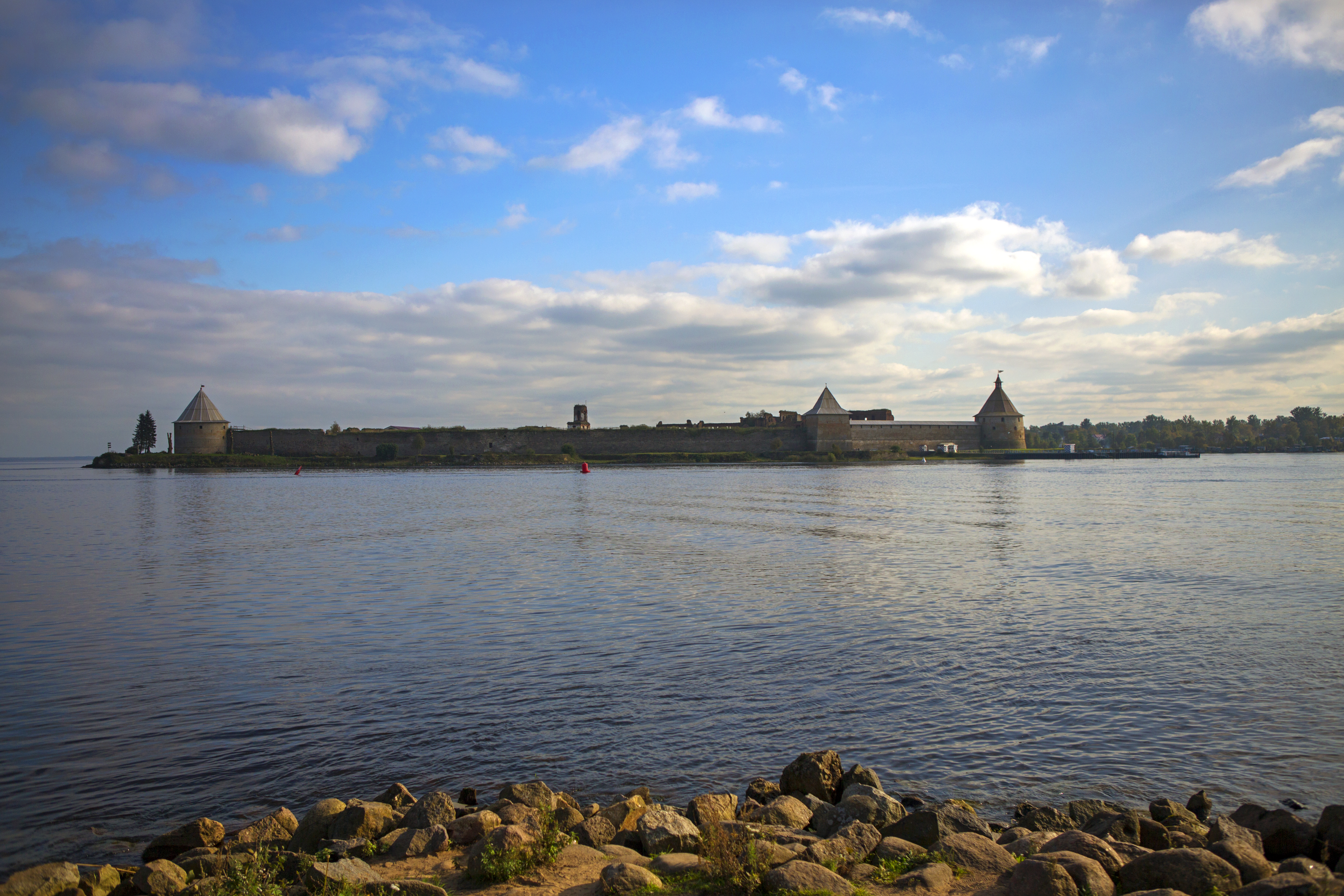
Вид на крепость Орешек
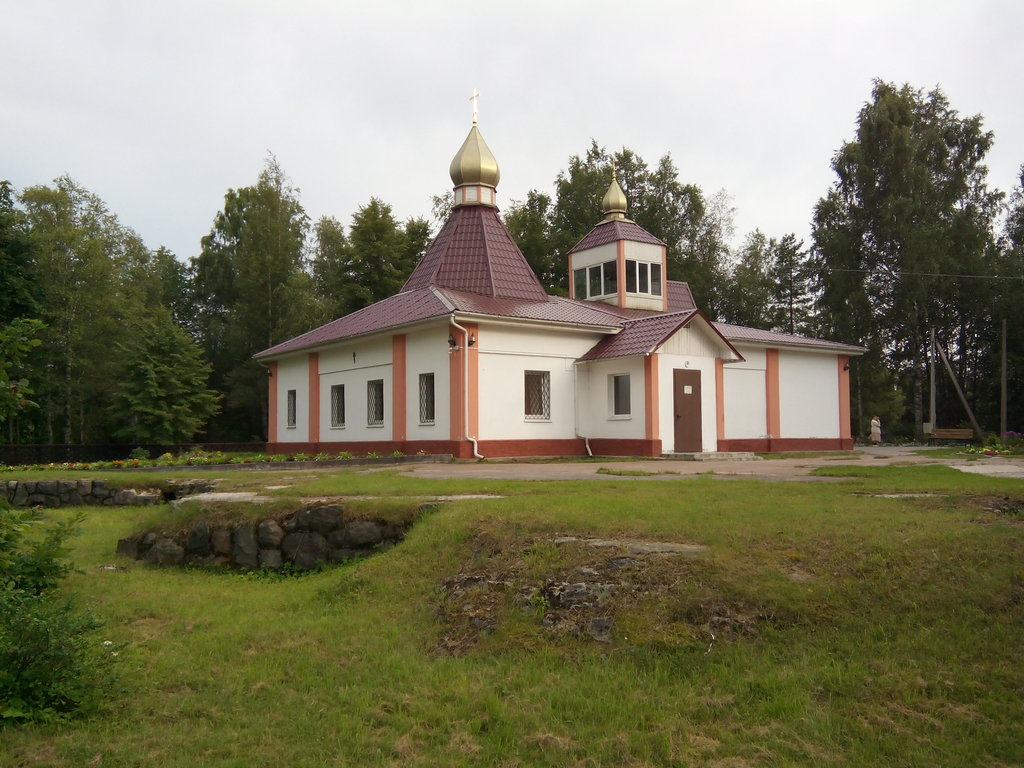
Храм святых апостолов Петра и Павла
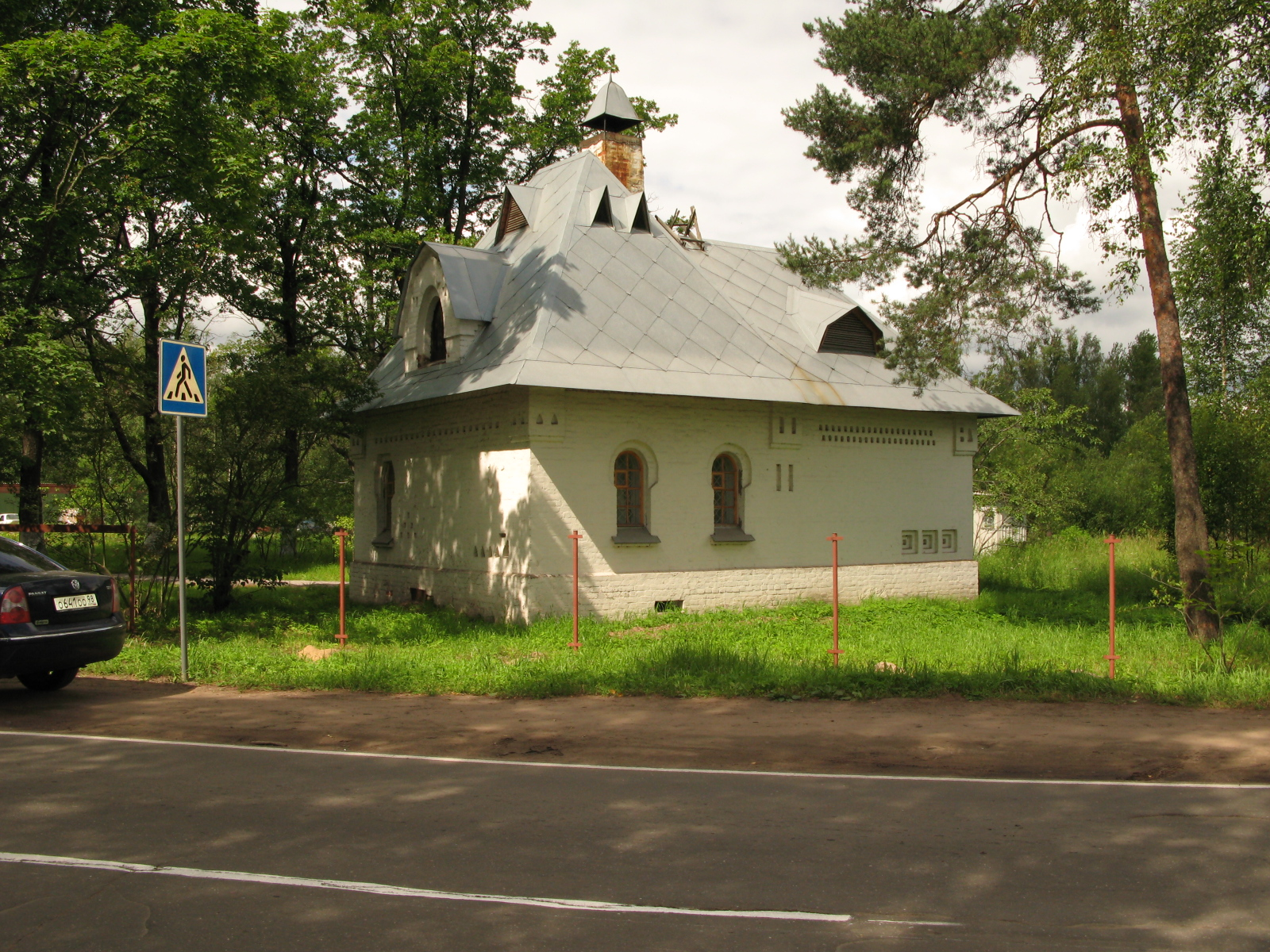
Сторожка при храме
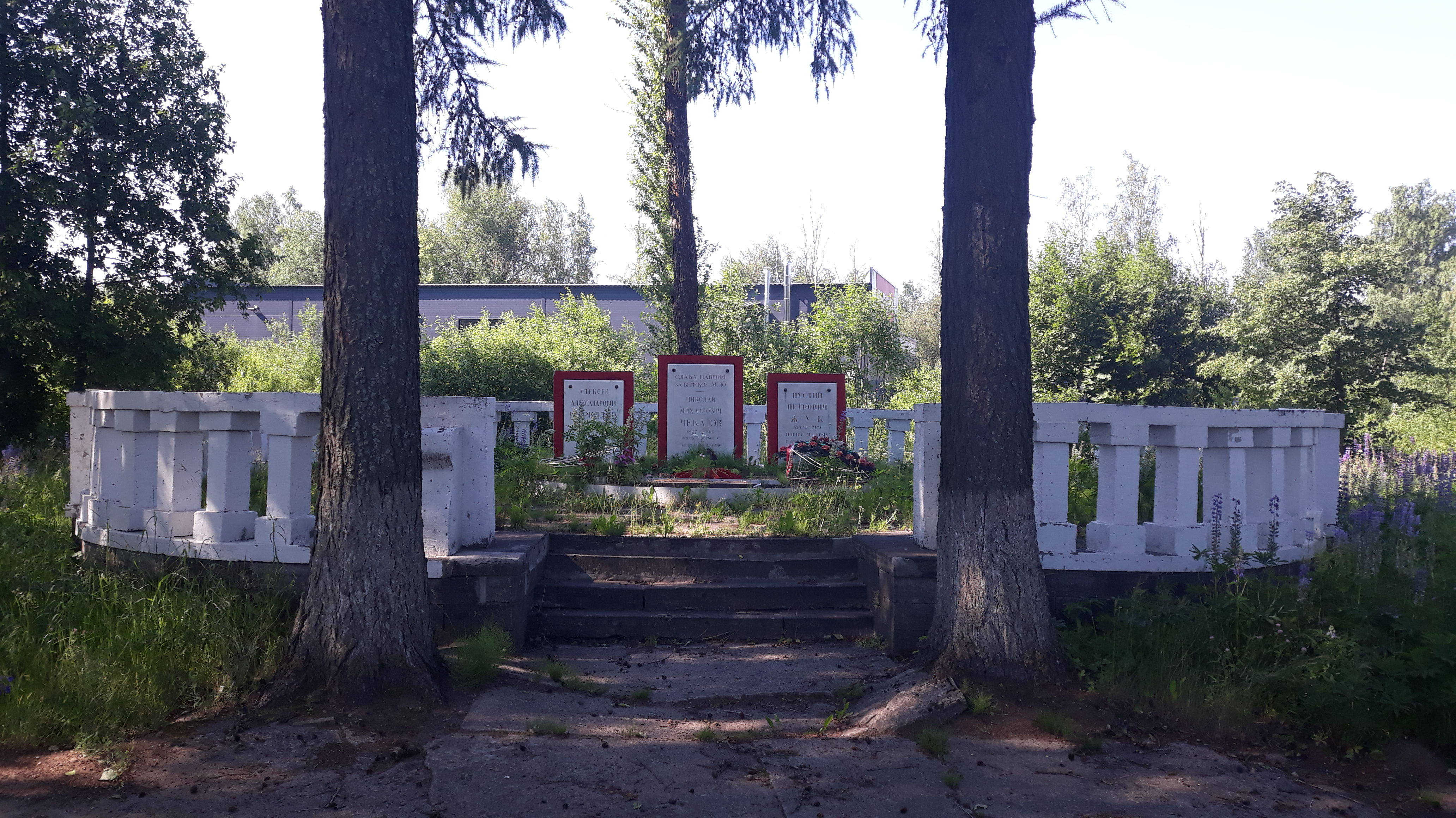
Братская могила защитников Петрограда от Юденича
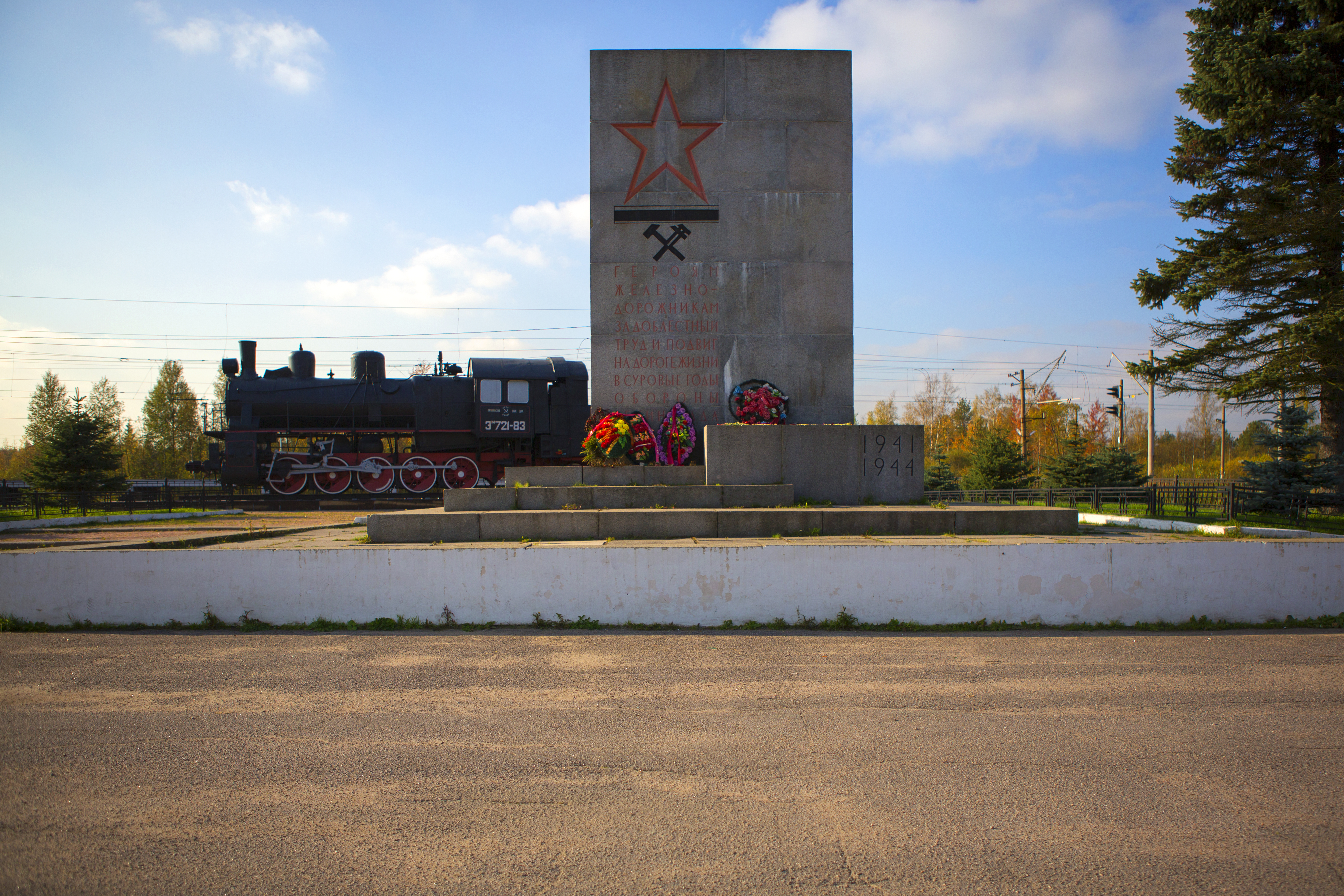
Монумент «Стальной путь»
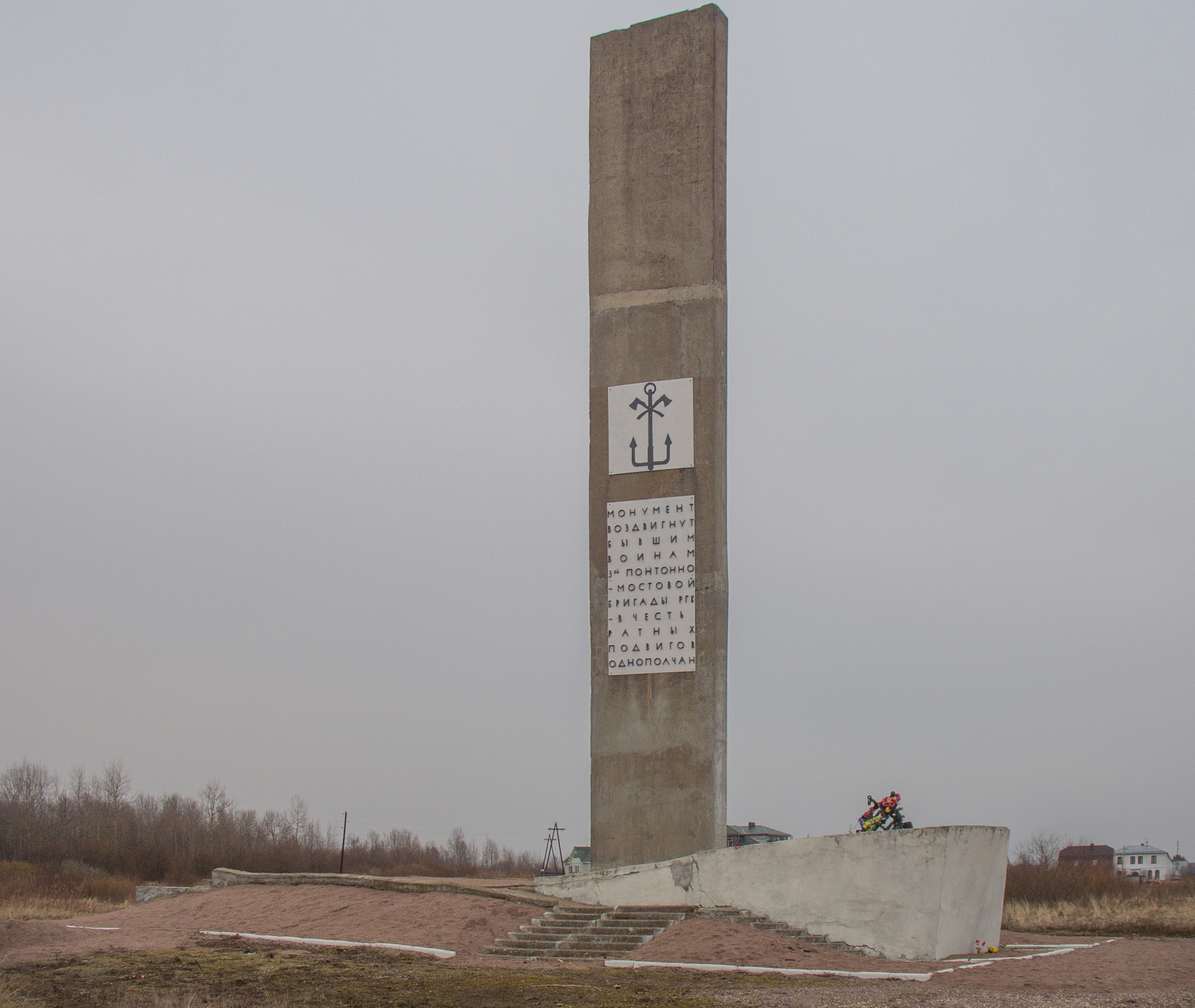
Мемориал «Переправа»
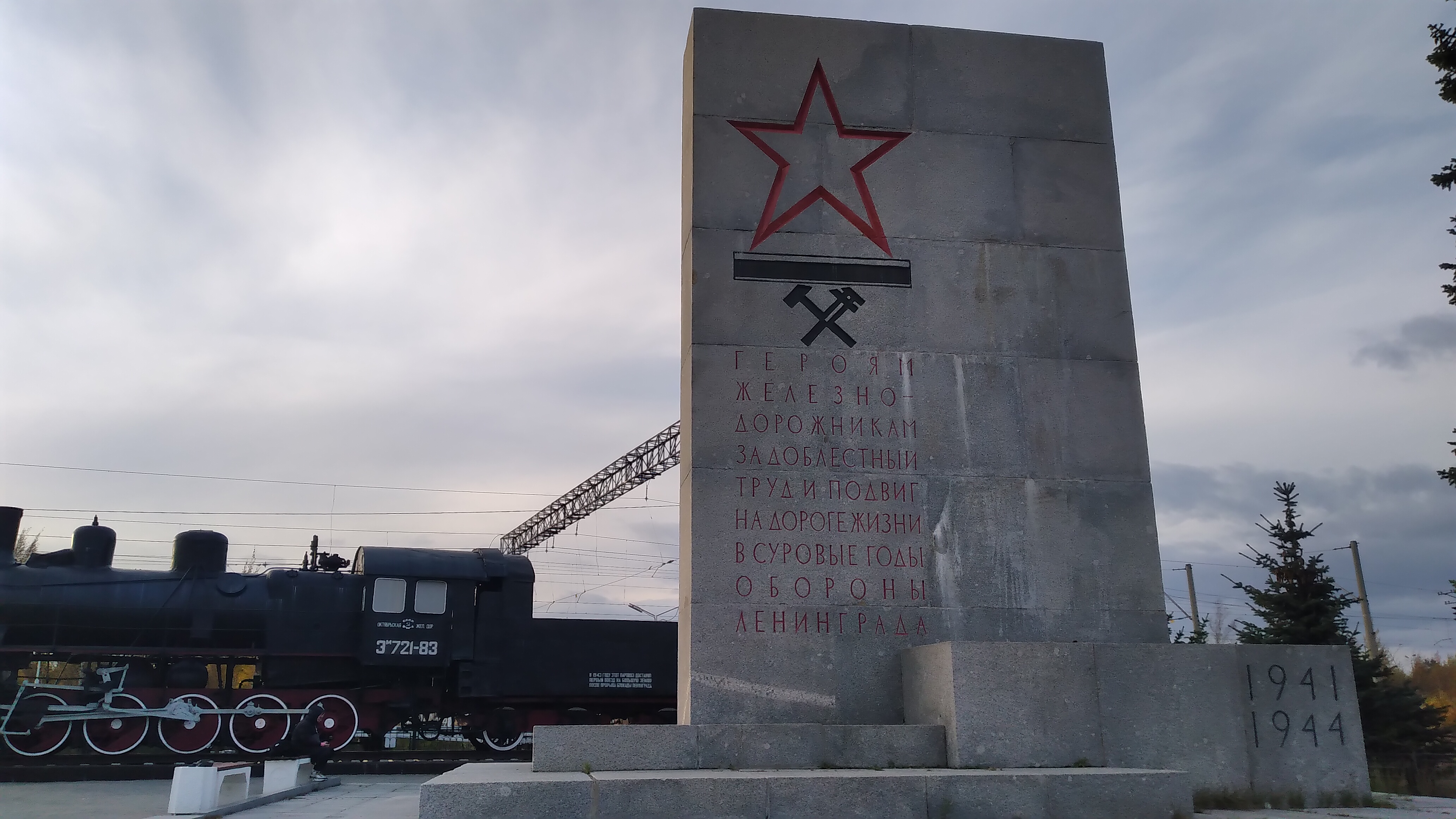
Музей «Дорога Победы»
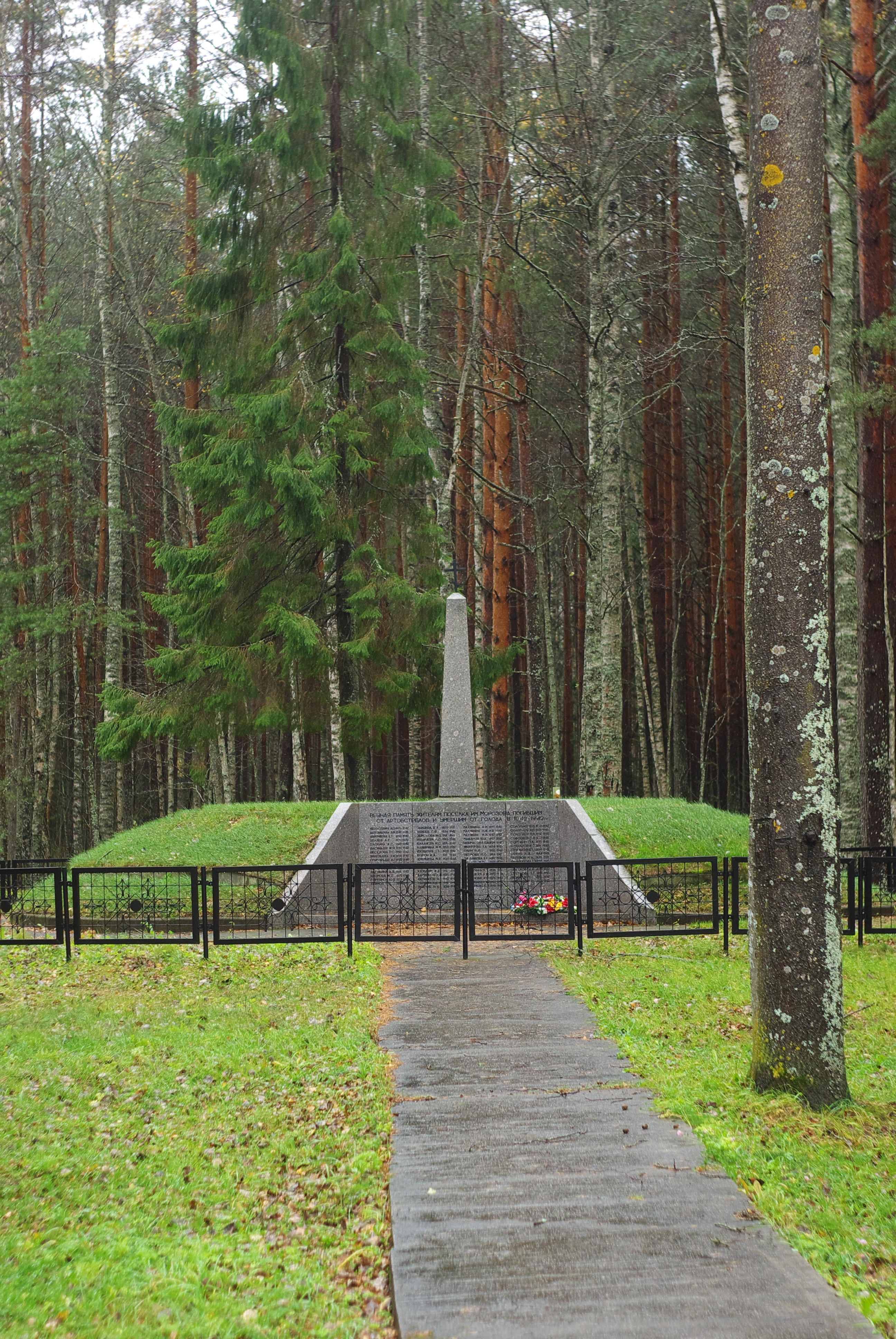
Памятник погибшим жителям посёлка имени Морозова

## СМИ
Телевидение:
- Морозовка ТВ[36]

## Транспорт
Посёлок связан с Санкт-Петербургом и другими окрестными населёнными пунктами автобусными маршрутами:
- № 511 — Санкт-Петербург, станция метро  «Улица Дыбенко» — Посёлок имени Морозова, улица Хесина (перевозчик — ООО «Никкос»), протяжённость 42 км.
- № 512 — Всеволожск, Привокзальная площадь — Посёлок имени Морозова, улица Хесина (перевозчик — ООО «Экспресс-авто»), протяжённость 35 км.
- № 513 — Всеволожск, Привокзальная площадь — Кировск, автостанция (перевозчик — ООО «Невская линия»), протяжённость 49 км.
- № 514 — Санкт-Петербург, станция метро  «Улица Дыбенко» — ж/д платформа Дунай (перевозчик — ООО «Фрост»), протяжённость 47 км.
- № 1 — Посёлок имени Морозова — Садоводство «Орешек-1» (перевозчик — ООО «Фрост»), протяжённость 5 км.
- № 2 — Посёлок имени Морозова, больница — Станция Петрокрепость (перевозчик — ООО «Гаражный комплекс»), протяжённость 6 км.
- № 609 — Посёлок имени Морозова — Ваганово (перевозчик — ООО «Экспресс-авто»), протяжённость 19 км[37] .

Имеется остановочный пункт электропоездов, связывающих посёлок с Финляндским вокзалом Петербурга (платформа 21-й км, направление на Невскую Дубровку).

## Известные жители
- Зобач, Григорий Григорьевич (1922—1976) — советский разведчик времён Великой Отечественной войны

## Улицы
Грибанова, Дачная, Достоевского, Жука, Зелёная, Кислотный переулок, Культуры, площадь Культуры, Ладожская, Мира, Молодёжный переулок, Набережная, Новая, Огнева, Озёрная, Освобождения, Первомайская, мкр Песочный карьер, станция Петрокрепость, Пионерская, Посечено, Пушкина, Рабочего Батальона, Северная, Скворцова, Сосновый переулок, Спорта, Строительная, Толстого, Труда, Тургенева, Хесина, Химиков, Чекалова.

## Садоводства
Земледелец, Ладожец-5, Огонёк, Орешек-1, Орешек-2, Орешек-3, Посечено № 2, Посечено-6, Романовка, Ручеек, Служащий